# Казантип (фестиваль)

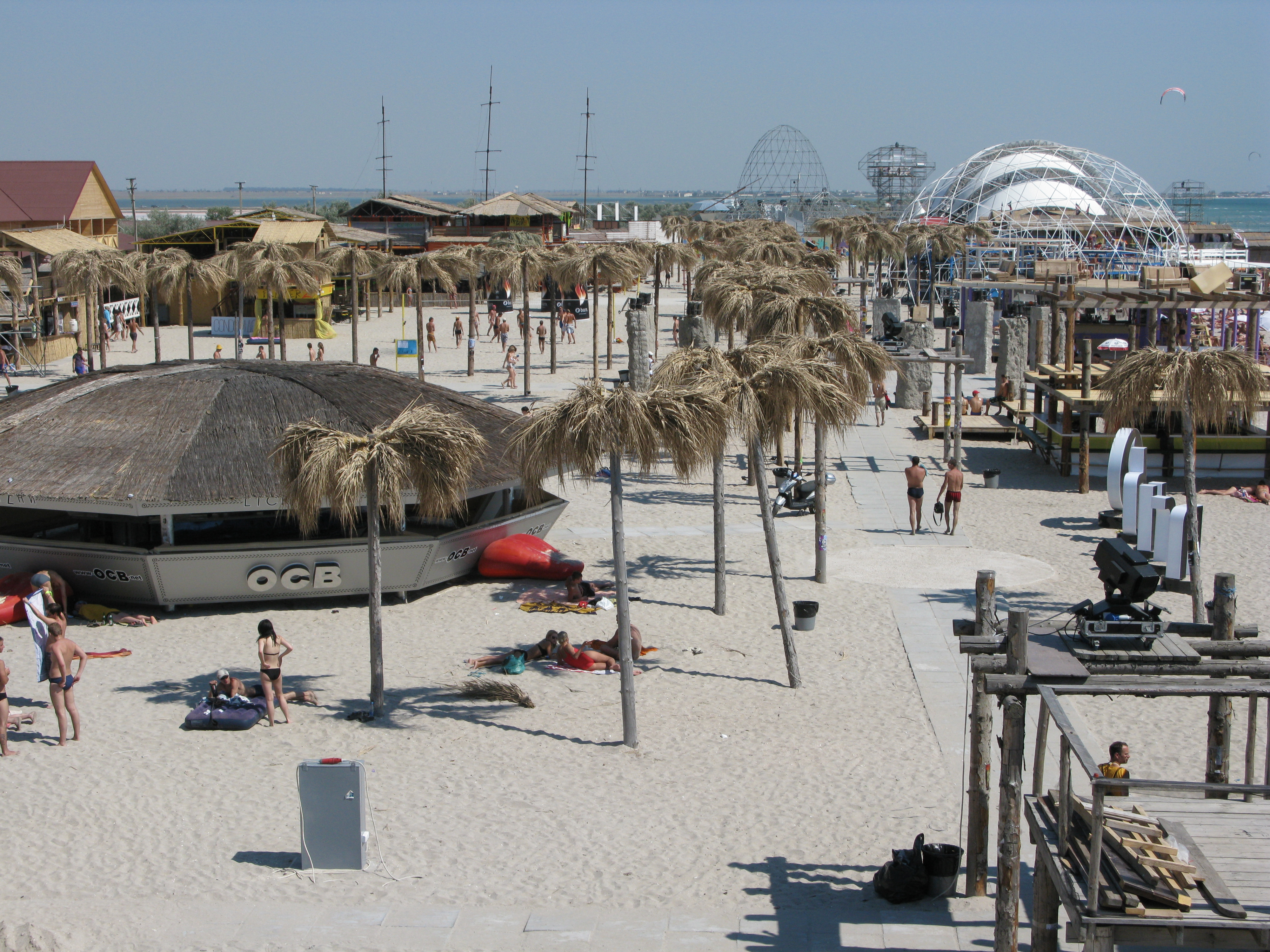
Территория фестиваля, 2008 г.

«Казантип» (с 1993 — 2020 гг) года — музыкально-спортивное мероприятие в формате рейв, проходившее в Автономной Республике Крым ежегодно с 1993 по 2013 год, характеризующееся особой идеологией, философией и концепцией, нестандартной для мероприятий подобного рода. Один из наиболее известных  рейв-фестивалей постсоветского пространства. Обязательная локация мероприятия — морское побережье как символ отдыха.
Автор, руководитель и идейный вдохновитель проекта — Никита Маршунок. С 2001 по 2013 год администрированием хозяйственной деятельности занимался ООО «Центр молодёжных инициатив Зебра» под руководством Николая Карпова.
Фестиваль неоднократно обвинялся в пропаганде нездорового образа жизни и вредных привычек, получал название «наркофестиваль с философией разврата» и вызывал возмущение общественности. Во время проведения фестивалей на его территории неоднократно фиксировались распространение наркотических веществ и другие преступления.
В начале марта 2016 года власти Крыма совместно с Управлением Федеральной службы по контролю за оборотом наркотиков РФ заявили о запрете на проведение на территории республики «фестиваля про-наркотических молодёжных субкультур».

## История

### 1993—1999. «Атомная эра»
Мыс Казантип широко использовался в последние десятилетия СССР как место «дикого отдыха» с палатками. С 1986 года он стал известен как место для занятия виндсёрфингом. Впервые на мыс Казантип будущий основатель фестиваля Никита Маршунок попал случайно в 1984 году, данное место приглянулось ему как очень удачное место для занятия виндсёрфингом, и Маршунок стал приезжать на мыс ежегодно. В 1993 году, будучи активистом виндсёрфинг-движения, Никита Маршунок основал федерацию «Russian Funboard Association» (RFA) и стал её президентом, тогда же им был организован первый чемпионат по виндсерфингу в рамках RFA. По мнению самого Никиты Маршунка, датой и местом зарождения будущего фестиваля является 10 августа 1993 года, село Мысовое на мысу Казантип.

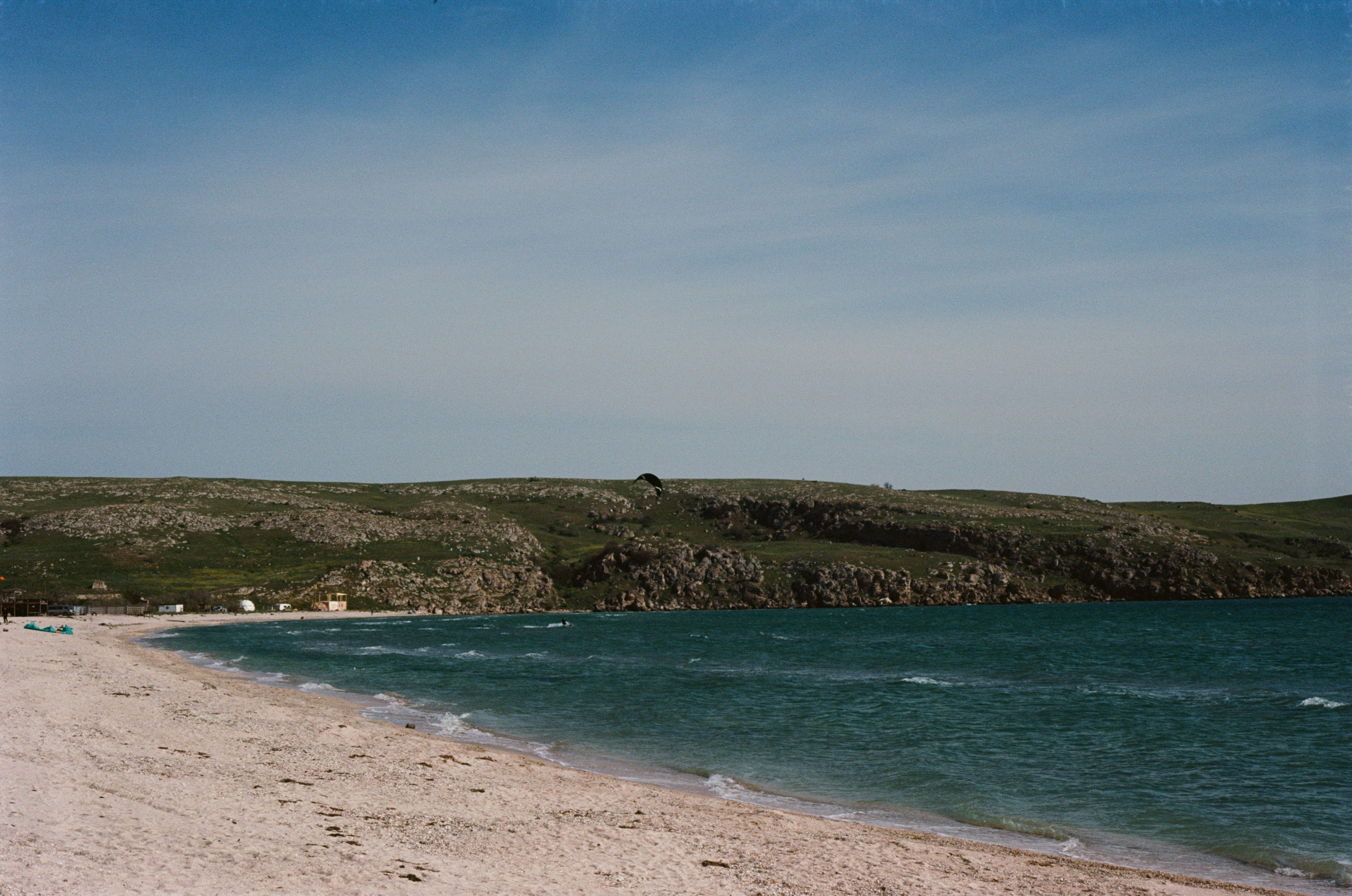
Пляж в Мысовом, где занимаются виндсерфингисты и вид на мыс Казантип

В честь победителей по окончании соревнований были организованы пляжные вечеринки, которые стали основой для будущего фестиваля. Первые вечеринки представляли собой тусовку всего из нескольких десятков человек, имеющей из аппаратуры в наличии лишь две советские акустические колонки «Радиотехника S90» и пару светомузыкальных установок. Уже следующим летом 1994 года участники RFA обосновались в пансионате «Рига» в Щёлкино, где уже были оборудованы небольшие сцены для размещения оборудования и выступления музыкантов. Ещё весной 1994 года Маршунок с друзьями в поисках дров случайно обнаружили в 7 километрах от Щелкино недостроенное здание энергоблока Крымской АЭС, которое, как оказалось, даже никем не охранялось. Позднее Маршунок познакомился со строителями АЭС, проживавшими тут же в Щёлкино, и ему удалось раздобыть ключи от здания энергоблока. Так у вдохновленного монументальными индустриальными декорациями Никиты Маршунка появилась идея использовать здание в виде площадки для организации рейва. Через год, 22 августа 1995 года в технологическом тоннеле энергоблока Крымской АЭС была проведена первая вечеринка «Реактор», которую посетили около семисот человек. С 1995 по 1999 годы «Реактор» проводился ежегодно.
КаZантип’97 проходил на берегу мыса Казантип азовского побережья под слоганом по версии журнала «ПТЮЧ» — «Главный проект лета '97» с 15 по 27 августа. Особенностью мероприятия стала организация танцев в помещении недостроенной Крымской АЭС. Примечательно так же то, что музыкальные коллективы и музыканты, выступавшие на фестивале, работали на энтузиазме и давали свои концерты абсолютно бесплатно, причем на мероприятие они так же приехали за свой счет по приглашению главного организатора Максима Страшкова, некоторые даже без собственной аппаратуры. Благодаря информационной поддержке радиостанции «Максимум» и «Станция 106.8» на фестиваль съехалось большое количество музыкантов прогрессивного направления. КаZантип’97 характеризуется как рейв мероприятие с андеграундным музыкальным уклоном, помимо представителей электронной сцены на фестивале прозвучали концерты групп альтернативного рока и панк-рока, таких как «Детский Панадол», «Tequilajazzz», «Pork Roll» (Воронеж), «Drugly Cats» и «Швах». КаZантип’97 со своими выступлениями посетили так же коллективы «Mesmer», «Радиотранс», «ACTO-Пилот 777» и MC Punk, а также хедлайнеры проекта Dj Фонарь (Владимир Фонарев), Dj Лена Попова, Dj Коля (Николай Данилин) и Dj Инкогнито (Андрей Кильдеев). Кульминационным событием фестиваля стала танцевальная вечеринка «Реактор», проведенная 27 августа в турбинном отделении машинного зала недостроенной Крымской АЭС. Именно в период проведения фестиваля украинским телеканалом «Киев ТВ» на Крымской АЭС был снят клип на композицию «Плазма» группы «Радиотранс». Мероприятие не осталось без внимания представителей музыкальной журналистики, фестиваль лично посетили главный редактор ПТЮЧ Игорь Шулинский и Капитолина Деловая («Московский комсомолец»). Музыкальная композиция, написанная Владимиром Фонаревым и Дмитрием Постоваловым (Arrival) c участием Лики Стар под названием «КаZантип», неоднократно звучавшая на фестивале, стала неофициальным гимном КаZантипа’97. Через год данному треку был присвоен статус официального гимна.
КаZантип’98 — с 1 по 24 августа под тем же слоганом «Главный проект лета». Вход на мероприятие по-прежнему остался свободным, за исключением посещения мероприятий на территории недостроенного реактора. КаZантип’98 широко анонсировался в СМИ (журнал «ПТЮЧ», радиостанции «Максимум», «Порт ФМ», «Станция 106.8»), что обеспечило тусовку количеством около 8 тысяч участников. На мероприятии выступили такие музыкальные группы и диджеи как «Я и Друг Мой Грузовик», «Tequilajazzz», «Танцы на воле», Dj Фонарь, Mad dog, Dj Ромео и другие.
«Здесь у тебя просто разбегутся глаза от обилия мероприятий — тут и соревнования виндсерферов, и танцы-шманцы под жарким южным солнцем (и, естественно, ночью!!!), и дешевые креветки в местных барах, и, конечно, знаменитый РЕАКТОР — апогей этого рассамого события года — супердискотека на заброшенной атомной станции.»
Журнал «COOL» 21.07.1998 № 30 «Каzантип ЖДЁ-Ё-ЁТ!!!»
КаZантип’99 проходил на том же месте под лозунгом «Фестиваль моря, солнца, музыки и секса». Набравший к тому времени определённую популярность фестиваль, стал вызывать некоторые вопросы со стороны местных властей. Поскольку посещение фестиваля так и оставалось бесплатным, а количество посетителей только увеличивалось, у определённого круга лиц  возникли вопросы о возмездности проведения мероприятий такого масштаба, к тому же, такое массовое музыкальное мероприятие сопровождалось достаточно шумной атмосферой, в связи с чем организаторский штаб фестиваля вынужден был покинуть свою дислокацию в «Риге» и переместиться на так называемую «Татарку» — дикий пляж близ Щелкино. На этот раз соревнования по винсёрфингу и кайтбордингу не проводились. В том же году Маршунком была реализована идея создания «Республики Щастья», а сам он стал «маленьким президентом Великого Казантипского народа». Премьер-министром «республики» был назначен промоутер Денис Одинг. КаZантип’99 стал последним фестивалем, проведенным на территории мыса Казантип.

### 2000
КаZантип-2000 был проведен с 12 по 27 августа близ села Весёлого (рядом с Судаком). В мае 2000 года Маршунок приехал в Щелкино и обнаружил, что все конструкции, декорации и сцены демонтированы с пляжа местными властями, в связи с чем проведение очередного фестиваля на прежнем месте стало невозможным. В поисках нового места проведения рейва, выбор Маршунка пал на берег бухты рядом с селом Веселое. КаZантип-2000 стал первым фестивалем в виде коммерческого проекта, поэтому в 2000 году впервые вводятся так называемые «визы». В связи с монетизацией проекта, его название необходимо было брендировать, но по причине смены локации использовать прежнее название было уже нельзя, однако Маршунок нашел выход и из этой ситуации, прописав наименование фестиваля через латинскую букву Z. Так монограмма Z укоренилась в наименовании фестиваля и прочих его атрибутах. Спонсором фестиваля стала американская компания «Procter & Gamble», которая выбрала КаZантип местом для продвижения своего шампуня Head & Shoulders Menthol, нацеленного на молодёжную аудиторию и выделила на проведение фестиваля $100 000. Для проведения фестиваля на побережье бухты была с нуля возведена одна большая сцена под навесом в виде космического корабля. Посетители фестиваля могли располагаться как в палатках на берегу в специально отведенном месте, так и в частном секторе села Веселое. С учётом того, что частный сектор села мог вместить не больше 2000 посетителей, другим посетителям приходилось снимать жилье в Судаке. В результате успешно проведенного фестиваля Никита Маршунок от правительства АР Крым получил государственную награду «За популяризацию Крыма как центра международного молодёжного туризма». Вместе с тем мероприятие подверглось критике как со стороны посетителей, так и со стороны властей и прессы. Из-за неудачной географической локации мероприятия, фестиваль оказался в зоне постоянного перемещения воздушных течений, сопровождавшихся большими массами пыли, по причине чего страдало оборудование, а посетители иногда вынуждены были ходить в масках. Кроме того, по причине большого количества нетрадиционной для «Казантипа» аудитории с низким социальным статусом и деструктивным поведением, на мероприятии были зафиксированы множественные случаи краж, причинения телесных повреждений, факты незаконного оборота наркотических средств, а также факт вандализма на памятнике археологии в бухте Веселой, разорение участниками рейва близлежащих виноградников. Также с мероприятия в судакскую городскую больницу была доставлена 19-летняя жительница Одессы в состоянии сильного наркотического опьянения, которая под его воздействием выбросилась из окна 3 этажа больницы и скончалась от полученных травм.

### 2001—2013. «Начало новой эры»

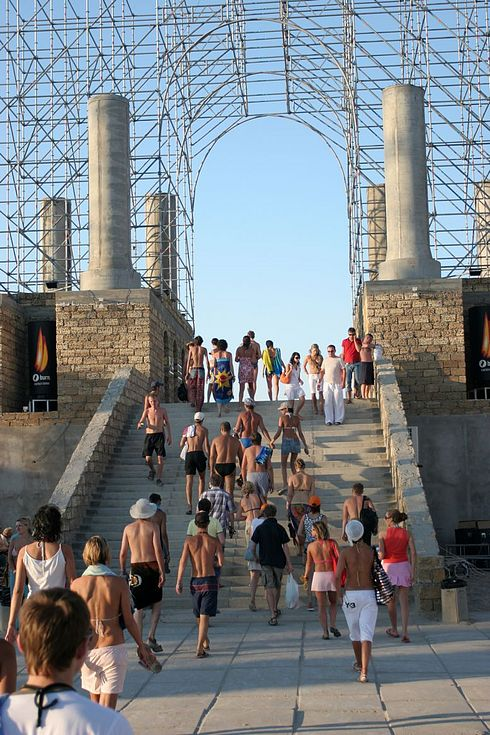
Центральный вход на территорию фестиваля

В период с 2001 по 2013 год фестиваль «КаZантип» проводился ежегодно в селе Поповка под Евпаторией.
- «Казантип-2002» — с 20 июля по 20 августа (официальное закрытие 18 августа). Десятый фестиваль. Слоган: «10 лет нашей эры». На фестивале открыто семь танцевальных площадок: Main arena (Главный танцпол), Пирамида, Down town, Mousson, BAZA, Тоннель и танцпол московского клуба «Город». Музыканты: Secon Hand Band (Москва), Dj Фонарь, Dj Doorkeeper (Rocco Haase, Германия), Martin Landers (Германия), Dj Grad, Dj Коля, Радиотранс, Космонавтика (Максим Берестов, Игорь Урусов).[14]
- «Казантип-2004» 20 июля — 21 августа. На фестивале открыто восемь танцевальных площадок, в том числе: Щастье, Inside (Внутри), Панчо, Main arena (Главный танцпол), а также впервые открыт танцпол ЕВРО, ориентированный преимущественно под европейских музыкантов. Музыканты, выступавшие на фестивале: хедлайнеры открытия электронный проект Tok-Tok (Германия) и Dj Санчес (Сергей Санчес-Перес, Москва), Dj Plank (Германия), посетивший КаZантип во второй раз Dj Doorkeeper, Martin Landers, Dj Ondrik (Андрей Ондрик, Москва), Dj Конь (Алексей Кононов, Киев), Dj Zemine (Санкт-Петербург), Dj Kiriloff (Павел Кириллов, Москва) и другие.[15]
- Слоганом фестиваля «КаZантип-2005» стала фраза «Следующие Казантипы будут на Марсе» и концепция стремления полета на Марс. В 2005 году увеличено число танцевальных площадок до количества больше десяти. Основные танцполы: Main arena, ЕВРО, Цифроград, Щастье, Inside (Внутри), Панчо и впервые построенный в море танцпол «Seazone (На воде)». На открытие мероприятия был приглашен австралийский музыкант Charlie McMahon. Музыканты, выступавшие на фестивале: Dj Doorkeeper, Dj Ondrik, Dj Митрофанов, Dj Lemah (Юрий Лемах, Одесса), Dj Mays (Руслан Мэйс, Одесса), Dj Санчес, Dj Necto Lukas (Филипп Перловский-Неман, Москва), Dj Mixon, Dj Света, Dj Кореец, Dj Berg, проект «Lator», а также постоянные участники мероприятия проект «Koala», Dj R-Tem, Dj Фонарь, Dj Коля, Dj Grad, Dj Лена Попова и другие. Казантип 2005 года отмечен многими посетителями нашествием большого количества крымской жужелицы.[16]
- «КаZантип-2006» 15 июля — 26 августа 2006.
- «КаZантип-2007» 21 июля — 26 августа 2007 года; «Z.15». Открылся под-фест под названием «Марс». Идея была выдвинута ещё в 2005 году.
- «КаZантип-2008» (Z:16) проводился с 26 июля по 30 августа 2008 года. Слоган и концепт Z:16 — «Новая форма жизни». Была расширена идея Марса и её жителей — «Новой Формы Жизни», эмблемой которой является пазл.
- «КаZантип 2009» (Z-17) — неофициальное открытие 25 июля, официальное открытие 1 августа, закрытие — 21 августа. Слоганом фестиваля «КаZантип-2009» стала фраза «Казантипващенетот». В 2009 году фестиваль в качестве отдыхающих посетили звезды российского шоу-бизнеса Гоша Куценко и Игорь Верник.[17] Музыканты, посетившие фестиваль: ведущие популярного радиошоу электронной музыки Mixadance — Dj Mixon и Dj Sveta. Гимном фестиваля в 2009 году стала композиция группы Bobina «Invisible Touch».
- «КаZантип 2010» (Z-18) — техническое открытие территории «Марса» состоялось 26 июля, где проводились спортивные мероприятия Z-Games, неофициальное открытие всей территории проекта состоялось 31 июля, официальное открытие — в ночь с 6 на 7 августа. Официальное закрытие 21 августа, после чего до 28 августа продолжала работать территория «Марса». Концепт Казантипа Z18 — «Психиатрический Санаторий им. Николая Францевича». Слоган — «Казантип совсем Ку-Ку»
- «КаZантип 2011» (Z-19) — открытие 6 августа, закрытие 21 августа, основная тема: «Роботы». В списки музыкальных лайнапов было включено около 350 участников, которые возглавили такие хедлайнеры с мировыми именами как Ricardo Villalobos, Sander van Doorn, James Zabiela, Groove Armada, Ronski Speed, Lady Waks, а также ведущие представители российской электронной сцены Dj R-Tem, Dj Mike Spirit, Владимир Фонарев, Dj Viper (Алексей Петров, Москва), Dj Polina (Полина Кречетова, Москва), Dj Олег Сухов (Москва), Moonbeam, Bobina и другие.[18] Основные танцполы: H2O, Kiss FM, Main Stage, Dark Side, Колизей, Круассан, Фаберже.
- Креативные мероприятия фестиваля:
- Конкурс Роботов. Желающим попасть на мероприятие бесплатно было предложено своими руками изготовить костюм робота и пройти кастинг. Предварительный этап кастинга состоялся на Маёвке с 30 апреля по 1 мая.[19] 100 самых креативных участников получили бесплатные «визы» на фестиваль, а также были задействованы в церемонии официального открытия мероприятия 6 августа 2011 года.
- Конкурс Национального гимна. В начале 2011 года Министерством культуры Республики был объявлен конкурс музыкальных композиций на звание Национального гимна КаZантипа Z19. Конкурс проходил в два этапа на площадке сайта promodj.ru и официальном сайте фестиваля. На конкурс было заявлено около 3500 работ, но в лонг-лист 2 раунда вошли только 15 треков, таких авторов как Dj R-Tem, Dj Сергей Ткачев, Dj Mays, Atlantic Ocean, KAFFEIN и другие. В итоге Правительство республики не смогло прийти к единому мнению относительно победителя и своим решением собрали «Правительственный гаражный бэнд», за три дня работы которого был записан трек под названием «Что-то типа гимна». На композицию также снят клип.[20]
- II Саммит на Марсе. Развлекательно-деловая встреча лидеров музыкального бизнеса, музыкантов и медиа промоутеров на территории «Марса» с 11 по 14 августа 2011 года.[21]
- «КаZантип 2012» (Z-20) — юбилей КаZантипа, время проведения 31 июля — 18 августа. Слоган мероприятия — «XX лет нашей эры». Главный ролик фестиваля исполнен с отсылкой на известные фильмы про супергероев. Главный злодей Джокер хочет разрушить построенную республику Z, президент Никита I в компании со всем правительством пытаются его остановить.
- «КаZантип 2013» (Z-21) — фактически последний успешно проведенный фестиваль в Поповке с 31 июля по 14 августа 2013 года. Рекламный слоган фестиваля «Have a nice trip to Kazantip» (Удачной поездки на Казантип). Z-21 неоднократно отмечен как самый коммерчески успешный фестиваль, что связывается с успешной PR-компанией, пиком его популярности и, как следствие, максимального количества посетителей. Z21 отмечен выступлениями таких хедлайнеров как Booka Shade, Lady Waks, Ricardo Villalobos и другие.[22] На Апофеозе среди vip гостей был замечен Александр Ревва. Также фестиваль уже не в первый раз посетил Игорь Верник.[23] В 2013 году из-за массового скопления медуз-корнеротов у берегов Поповки купание в море на мероприятии в определённое время суток было практически невозможным.
- «КаZантип 2014» (Z-22) — единственный фестиваль, проведенный в городе Анаклия на территории республики Грузия с 20 по 30 августа 2014 года.[24] В связи с аннексией Крыма, новые власти не одобрили перспективу проведения очередного фестиваля «Оранжевой Республики» на территории Крыма. В первую очередь это связано с изменением законодательства на территории полуострова Крым, что стало причиной возникших вопросов к руководству проекта о правомерности использования прибрежной полосы в деревне Поповка, на которой располагалась закрытая территория фестиваля.[25] Таким образом власти Крыма воспрепятствовали проведению маёвки в мае 2014 года силами ФСКН.[26] Указанные события поставили под угрозу проведение очередного фестиваля и руководством Республики было принято решение о проведении Z22 в грузинском городе Анаклия. Не последнюю роль в «переезде» фестиваля в Грузию сыграл глава администрации туризма Грузии Гиорги Сигуа, который в попытке поднять уровень туристического потока, сам предложил Маршунку площадку для проведения мероприятия с соответствующей технической и PR поддержкой со стороны властей, за что впоследствии был уволен. Проведенный в Анаклии фестиваль Z22 вызвал неоднозначную реакцию как со стороны грузинской общественности, так и со стороны постоянных участников фестиваля.[27] По количеству посетителей Z22 в Анаклии оказался самым провальным за последние годы проведения, вместо заявленных 50-60 тысяч посетителей за весь период проведения, Z22 мероприятие посетили всего около 5 тысяч человек.[28] Фактически Z22 стал последним фестивалем под брендом «KaZantip».

### Попытки организации фестиваля на других площадках
После опыта проведения «КаZантипа» в Грузии руководство проекта в поисках новой площадки для проведения фестиваля остановило свой выбор на острове Кох Пуос (Koh Puos) близ города Сиануквиль в Камбодже. Фестиваль должен был пройти под лозунгом «Остров Z» с 18 по 28 февраля 2015 года в формате мероприятия, проводимого зимой в летней обстановке, однако за две недели до начала мероприятия местные власти ответили организаторам отказом в разрешении проведения фестиваля.
Весной 2015 Никита Маршунок предпринял попытку вернуть фестиваль в крымскую Поповку и начал длительную процедуру сбора разрешительных документов на проведение мероприятия, хотя в СМИ и на официальном сайте фестиваля неоднократно цитировалась его ироничная фраза-каламбур в форме хэштэга «Какаявпопупоповка?».
Также было принято решение, что фестиваль будет проходить под брендом «Befooz» с 31 июля по 16 августа 2015 года, о чём было согласовано с местными властями. Однако прокурор республики Крым Наталья Поклонская опротестовала решение Штормовского сельсовета о согласовании проведения фестиваля, в результате чего Сакским судом республики Крым было вынесено решение о запрете проведения фестиваля «Бифуз» с формулировкой «ввиду наличия неустранённых нарушений».
Несмотря на то, что инфраструктура фестиваля была готова к проведению мероприятия, приглашены музыканты и проданы «визы», 31 июля 2015, в день официального открытия, силовики заблокировали все входы на территорию фестиваля, которая помимо этого была также отключена от источников электро- и водоснабжения. Около 16 тысяч туристов, приехавших на «Befooz» вопреки запрету фестиваля, неофициально провели традиционную встречу Нового Года с соответствующей атрибутикой и с использованием воздушных шариков со светодиодами под живое выступление музыкального джазового коллектива и переносные аудиоустройства, а также ряд иных традиционных для «КаZантипа» мероприятий, однако официально фестиваль так и не состоялся. В начале марта 2016 года власти Республики Крым совместно с УФСКН заявили об окончательном запрете на проведение на территории республики «фестиваля про-наркотических молодёжных субкультур».

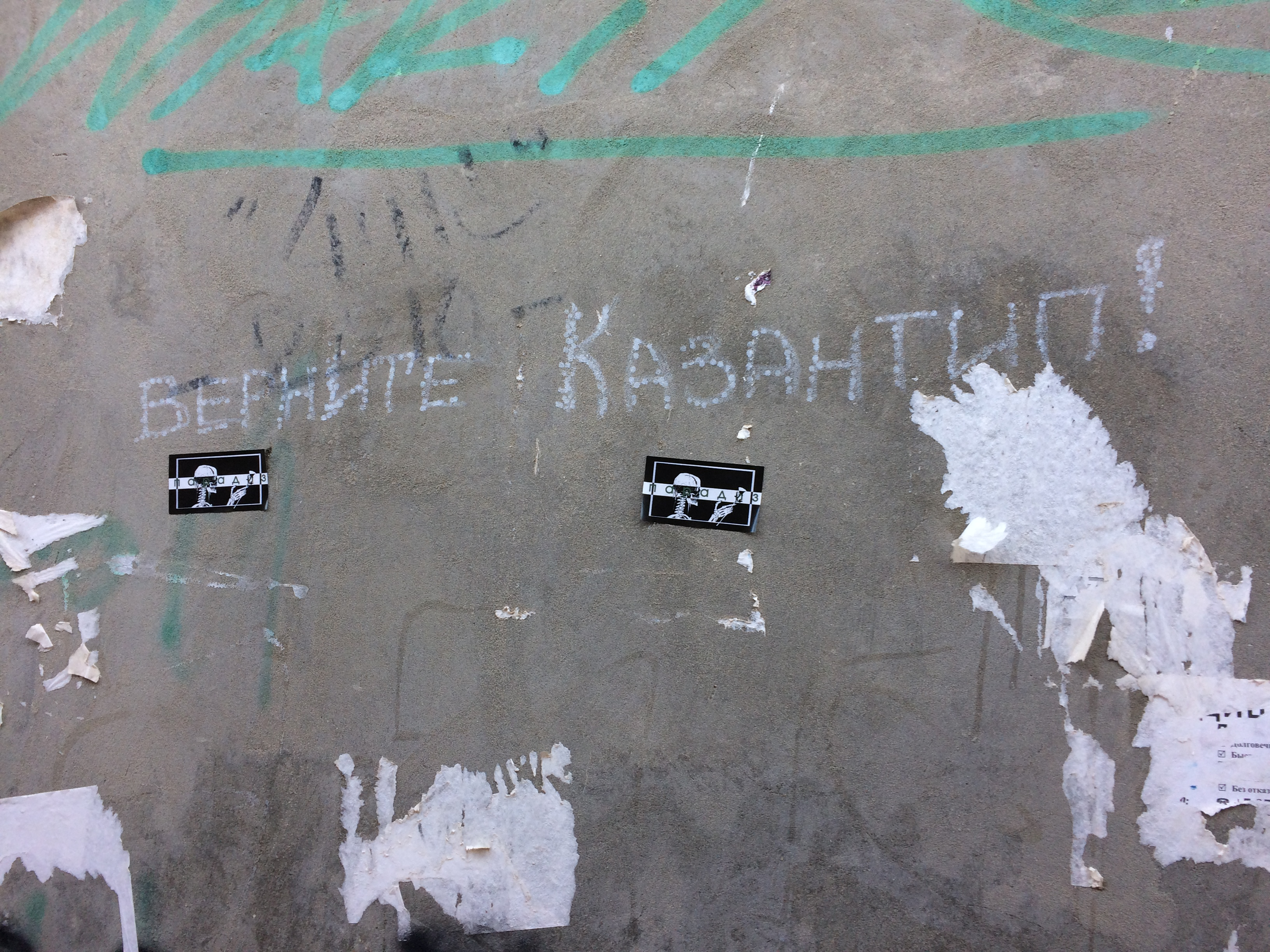
Надпись в тоннеле между улицами Рыбалко и Курортная в Поповке

Население Поповки болезненно восприняло уход фестиваля из деревни, так как «КаZантип» на протяжении нескольких лет являлся для них средством получения значительной коммерческой прибыли, включая сдачу жилья, организацию точек общепита и сопутствующей инфраструктуры.

### Фестивали-последователи
В 2017—2020 годах, в период новогодних праздников, на острове Фукуок во Вьетнаме проходил фестиваль под названием Epizode, который в некоторых СМИ воспринимается как преемник «КаZантипа».
- Epizode: с 31 декабря 2016 по 15 января 2017 года[37].
- Epizode 2.0: с 31 декабря 2017 по 10 января 2018 года.
- Epizode 3.0: с 28 декабря 2018 по 08 января 2019 года. Изначально в СМИ ходили слухи, что фестиваль будет проходить под брендом «КаZантип» на острове Крк в Хорватии с 12 по 16 июня 2019[38], но впоследствии был проведен уже традиционно на острове Фукуок.
- Epizode4: с 27 декабря 2019 по 7 января 2020 года[39].

## Официальные мероприятия
- Z-Games — спортивные состязания по пляжным и водным видам спорта, вырос в самостоятельный украинский спортивно-музыкальный фестиваль, проходящий в Одессе.
- Fast Married — свадебная церемония, временно связывающая «брачными узами» в пределах Республики. Традиционно проводилась на вершине башни «Лестница в небо».
- Zимоффка — встреча энтузиастами Нового года на территории Республики.
- Маёвка — встреча энтузиастами Первомая на территории Республики, обычно включающая в себя так называемый «Парад».
- «Прынцесса КаZантипа» — ежегодный конкурс красоты будущих участниц фестиваля, проводимый с 2008 года. Традиционно 100 победительниц получали право на бесплатное получение «визы».

## Символика и атрибуты

#### Монограмма «Z»
Латинский символ «Z» в идеологии «Оранжевой республики» приобрел статус условного сокращенного обозначения самого мероприятия и всего, что каким либо образом связано с фестивалем (Z-Games, Zимоффка и т. д.). Символ активно используется транслитерацией при написании слоганов к фестивалю, лозунгов на билбордах и практически во всей атрибутике мероприятия. 

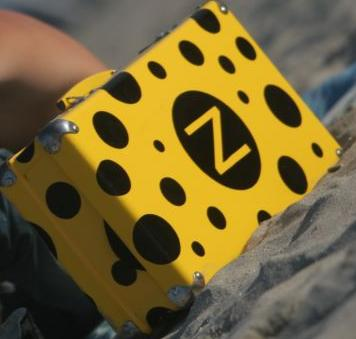
Жёлтый чемодан — символ фестиваля

#### Жёлтый чемодан
В 1998 году во время PR-акции фестиваля Игорь Шулинский предоставил Никите Маршунку разворот в ПТЮЧЕ для анонсирования мероприятия. Когда до начала мероприятия оставалось уже совсем немного времени, и Маршунку просто некогда было уже искать материалы для разворота, и он не придумал ничего лучше, чем поместить туда слоган «Время собирать чемоданы»; но дизайнер предложил Маршунку дополнить разворот фото чемодана. Маршунок нашел старый советский чемодан, выкрасил его жёлтой аэрозольной краской, ассоциативно с цветом солнца и песка и разместил его фото на разворот. Через год на Казантипе’99 к Маршунку обратилась группа из 26 человек, с просьбой сфотографироваться с ними, при этом у каждого из них был именно такой же жёлтый чемодан, как на развороте журнала. В знак признательности Маршунок раздал всем этим людям бесплатные билеты на «Реактор». Так жёлтый чемодан стал визитной карточкой фестиваля и его олицетворением. Впоследствии, в случае соответствия чемодана определённым требованиям, безупречного вида и заблаговременной регистрации он наделял владельца правом бесплатного входа на территорию «республики КаZантип», при условии постоянного нахождения вместе с владельцем.

#### Официальные гимны[41]
- Arrival & Fonarev & Lika Star — Kazantip — Гимн КаZантипа’98
- Koala — Imagine (Z004) — Гимн КаZантипа 2004
- R-Tem — Voiceless (Z);)5) — Гимн КаZантипа 2005
- Bobina — Invisible Touch (Z17) — Гимн КаZантипа 2009
- Government Garage Band — Что-то типа гимна (Z19) — Гимн КаZантипа 2011

#### Правительство и официальные лица
- Никита Маршунок, он же Никита I — бессменный и единственный президент Оранжевой Республики;
- Денис Одинг — в 2000 году премьер-министр республики;
- Артем Харченко (Dj R-Tem) — с 2011 по 2014 премьер-министр республики;
- Анатолий Сатонин (Dj Grad) — c 1998 по 2004 министр культуры республики;
- Андрей Ондрик (Dj Ondrik) — с 2004 по 2006 министр культуры республики;[42]
- Михаил Черский (Dj Mike Spirit) — с 2009 министр культуры республики.[41]

## Преступность на фестивале
На фестивале неоднократно фиксировались факты незаконного оборота наркотических средств и незаконного оборота оружия, массовое избиение.
В 2003 году Верховный Совет Крыма принял решение о запрете фестиваля из-за его «влияния на распространения наркотических средств в Крыму».
В 2010 году на фестивале было зафиксировано 23 случая незаконного оборота наркотиков. Заместитель министра внутренних дел Украины потребовал от главы парламента АР Крым приостановить деятельность фестиваля, поскольку «проведение указанного фестиваля использовалось наркодилерами для организованного распространения „тяжелых“ и „синтетических“ наркотических средств, что содействовало совершению тяжких и особо тяжких преступлений».
В 2011 году на территории Поповки во время проведения «КаZантипа» выявлено 14 фактов незаконного оборота наркотиков.